# 足球女将
《足球女将》是一部2007年的美国体育电影，导演为戴维斯·古根海姆。这部电影是以1978年的新泽西州为时空背景的一部虚构历史作品。在1978年，于1972年获通过的教育法第九修正案尚未得到真正实施，当时的美国还没有出现女子足球运动。
《足球女将》描述了少女格雷西（Gracie）在兄长意外身亡后，不顾周围人的劝阻，为实现参与竞技足球的梦想而奋斗的故事。其中，各角色的饰演者分别是卡尔利·施罗德（饰格雷西·鲍恩，Gracie Bowen）、德莫特·穆罗尼（饰布赖恩·鲍恩，Bryan Bowen）、伊丽莎白·苏（饰林赛·鲍恩（Lindsay Bowen）、杰西·李·佐费尔（饰约翰尼·鲍恩，Johnny Bowen）与安德鲁·苏（饰欧文·克拉克教练，Coach Owen Clark）。
格雷西一角，是经由“findinggracie.com”网站举办的海选确定的。由奇幻与科幻作家Suzanne Weyn著作的《足球女将》（Gracie）一书出版于2007年6月。